# 第3次安倍内閣 (第3次改造)
第3次安倍第3次改造内閣（だいさんじ あべ だいさんじ かいぞうないかく）は、衆議院議員、自由民主党総裁の安倍晋三が第97代内閣総理大臣に任命され、2017年（平成29年）8月3日から2017年（平成29年）11月1日まで続いた日本の内閣。
自由民主党と公明党による自公連立政権を形成する。また、2017年（平成29年）の第193回国会以降、日本のこころが参議院で自民党との統一会派「自由民主党・こころ」を結成している。
衆院選を挟まずに3回内閣改造を行った例は、この内閣と第3次吉田第3次改造内閣、第2次池田第3次改造内閣、第1次佐藤第3次改造内閣、野田第3次改造内閣の5つのみであり、回数としては最多である。

## 内閣の顔ぶれ、人事

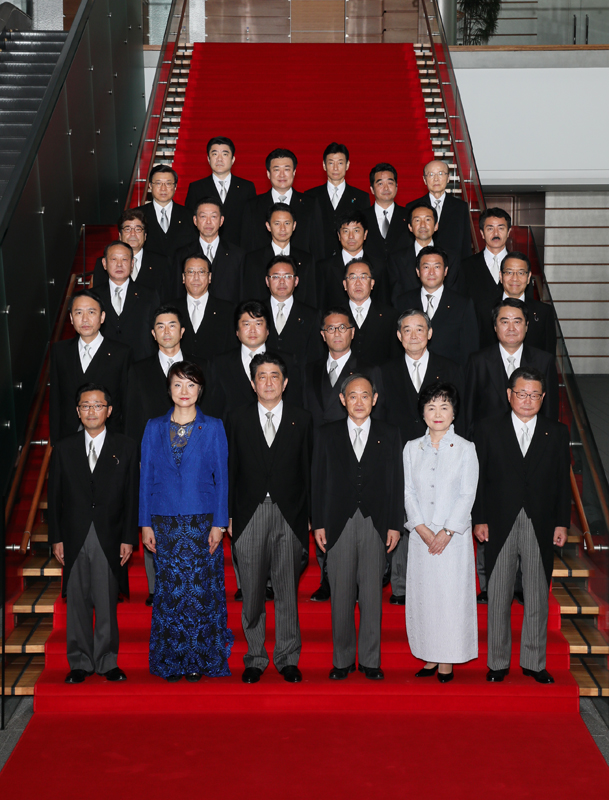
副大臣の記念撮影
（2017年8月7日）

第3次安倍第2次改造内閣の閣僚19人のうち、5人が留任し、1人（加藤勝信）が転任した。初入閣は第2次安倍内閣以降の改造では最少の6人である。
2012年に発足した第2次安倍内閣及び第2次安倍改造内閣と比較すると、上川陽子法相と小野寺五典防衛相が同じポストで再登板、河野太郎前国家公安委員長兼行革相、林芳正元農水相、茂木敏充元経産相も違うポストでの再入閣となった。
環境事務次官経験者の中川雅治を環境大臣に起用、事務次官経験者の入閣は17年ぶり、事務次官を務めた省庁での就任は23年ぶりである。
派閥別では、岸田派と無派閥の各4人が最多で、細田派と麻生派が3人ずつ、額賀派が2人、二階派と石破派が1人ずつの順となった。岸田派は改造前の2人からの倍増となったが、派閥会長で第2次安倍内閣以降、長らく外相を務めた岸田文雄は、茂木の後任としての自民党政調会長に転任した。谷垣グループ、石原派及び民間人の入閣はなかった。
最高齢は前改造内閣と同じ麻生太郎副総理兼財務相の76歳、最年少は小此木八郎国家公安委員長の52歳（いずれも発足時）。当選回数は、12回の麻生太郎が最多で、3回の齋藤健が最少だった。
8月3日の記者会見において、安倍晋三は内閣について「結果本位の仕事人内閣だ」と述べる。
所属政党・出身:
  自由民主党（細田派）   自由民主党（岸田派）   自由民主党（額賀派）   自由民主党（麻生派）   自由民主党（二階派）
  自由民主党（石原派）   自由民主党（谷垣G）   自由民主党（石破派）   自由民主党（無派閥）   公明党 
  中央省庁・民間

### 国務大臣
| 職名 | 氏名       | 氏名 | 出身等                           | 特命事項等                                                                                | 備考                |
| --- | ---------- | ---- | -------------------------------- | ----------------------------------------------------------------------------------------- | ------------------- |
| 内閣総理大臣 | 安倍晋三   |      | 衆議院 自由民主党 （細田派）     |                                                                                           | 自由民主党総裁 留任 |
| 副総理 財務大臣 内閣府特命担当大臣 （金融）                                                                              | 麻生太郎   |      | 衆議院 自由民主党 （麻生派）     | デフレ脱却担当 内閣総理大臣臨時代理 就任順位第1位（副総理）                               | 留任                |
| 総務大臣 内閣府特命担当大臣 （マイナンバー制度）                                                                         | 野田聖子   |      | 衆議院 自由民主党 （無派閥）     | 女性活躍担当 内閣総理大臣臨時代理 就任順位第4位                                           | 再入閣              |
| 法務大臣 | 上川陽子   |      | 衆議院 自由民主党 （岸田派）     |                                                                                           | 再入閣              |
| 外務大臣 | 河野太郎   |      | 衆議院 自由民主党 （麻生派）     |                                                                                           | 再入閣              |
| 文部科学大臣 | 林芳正     |      | 参議院 自由民主党 （岸田派）     | 教育再生担当 国立国会図書館 連絡調整委員 内閣総理大臣臨時代理 就任順位第5位               | 再入閣              |
| 厚生労働大臣 内閣府特命担当大臣 （拉致問題）                                                                             | 加藤勝信   |      | 衆議院 自由民主党 （額賀派）     | 働き方改革担当 拉致問題担当                                                               | 横滑り              |
| 農林水産大臣 | 齋藤健     |      | 衆議院 自由民主党 （石破派）     |                                                                                           | 初入閣              |
| 経済産業大臣 内閣府特命担当大臣 （原子力損害賠償・ 廃炉等支援機構）                                                      | 世耕弘成   |      | 参議院 自由民主党 （細田派）     | 産業競争力担当 ロシア経済分野協力担当 原子力経済被害担当                                  | 留任                |
| 国土交通大臣 | 石井啓一   |      | 衆議院 公明党                    | 水循環政策担当                                                                            | 留任                |
| 環境大臣 内閣府特命担当大臣 （原子力防災）                                                                               | 中川雅治   |      | 参議院 自由民主党 （細田派）     |                                                                                           | 初入閣              |
| 防衛大臣 | 小野寺五典 |      | 衆議院 自由民主党 （岸田派）     |                                                                                           | 再入閣              |
| 内閣官房長官 | 菅義偉     |      | 衆議院 自由民主党 （菅グループ） | 沖縄基地負担軽減担当 内閣総理大臣臨時代理 就任順位第2位                                   | 留任                |
| 復興大臣 | 吉野正芳   |      | 衆議院 自由民主党 （細田派）     | 福島原発事故再生総括担当                                                                  | 留任                |
| 国家公安委員会委員長 内閣府特命担当大臣 （防災）                                                                         | 小此木八郎 |      | 衆議院 自由民主党 （無派閥）     | 国土強靭化担当                                                                            | 初入閣              |
| 内閣府特命担当大臣 （沖縄及び北方対策） （消費者及び食品安全） （海洋政策）                                              | 江﨑鐵磨   |      | 衆議院 自由民主党 （二階派）     | 領土問題担当                                                                              | 初入閣              |
| 内閣府特命担当大臣 （少子化対策） （男女共同参画） （クールジャパン戦略） （知的財産戦略） （科学技術政策） （宇宙政策） | 松山政司   |      | 参議院 自由民主党 （岸田派）     | 一億総活躍担当 情報通信技術（IT）政策担当                                                 | 初入閣              |
| 内閣府特命担当大臣 （経済財政政策）                                                                                      | 茂木敏充   |      | 衆議院 自由民主党 （額賀派）     | 経済再生担当 人づくり革命担当 社会保障・税一体改革担当 内閣総理大臣臨時代理 就任順位第3位 | 再入閣              |
| 内閣府特命担当大臣 （地方創生） （規制改革）                                                                             | 梶山弘志   |      | 衆議院 自由民主党 （無派閥）     | まち・ひと・しごと創生担当 行政改革担当 国家公務員制度担当                                | 初入閣              |
| 国務大臣 | 鈴木俊一   |      | 衆議院 自由民主党 （麻生派）     | 東京オリンピック・パラリンピック 競技大会担当                                             | 再入閣              |

### 内閣官房副長官・内閣法制局長官
2017年（平成29年）8月3日任命。
| 職名           | 氏名       | 出身等                       | 備考               |
| -------------- | ---------- | ---------------------------- | ------------------ |
| 内閣官房副長官 | 西村康稔   | 衆議院／自由民主党（細田派） |                    |
| 内閣官房副長官 | 野上浩太郎 | 参議院／自由民主党（細田派） | 留任               |
| 内閣官房副長官 | 杉田和博   | 元内閣危機管理監（警察庁）   | 内閣人事局長／留任 |
| 内閣法制局長官 | 横畠裕介   | 元内閣法制次長（検察庁）     | 留任               |

### 副大臣
2017年（平成29年）8月7日任命。
| 職名           | 氏名         | 出身等                       | 備考                       |
| -------------- | ------------ | ---------------------------- | -------------------------- |
| 復興副大臣     | 土井亨       | 衆議院／自由民主党（細田派） |                            |
| 復興副大臣     | 長沢広明     | 参議院／公明党               | 留任／2017年9月27日免      |
| 復興副大臣     | 浜田昌良     | 参議院／公明党               | 2017年9月27日任            |
| 復興副大臣     | 秋元司       | 衆議院／自由民主党（二階派） | 内閣府、国土交通副大臣兼任 |
| 内閣府副大臣   | 越智隆雄     | 衆議院／自由民主党（細田派） | 留任                       |
| 内閣府副大臣   | 福田峰之     | 衆議院／自由民主党（麻生派） | 2017年9月25日免            |
| 内閣府副大臣   | 赤間二郎     | 衆議院／自由民主党（麻生派） | 2017年9月27日任            |
| 内閣府副大臣   | 松本文明     | 衆議院／自由民主党（細田派） |                            |
| 内閣府副大臣   | 坂井学       | 衆議院／自由民主党（無派閥） | 総務副大臣兼任             |
| 内閣府副大臣   | 葉梨康弘     | 衆議院／自由民主党（岸田派） | 法務副大臣兼任             |
| 内閣府副大臣   | 水落敏栄     | 参議院／自由民主党（岸田派） | 文部科学副大臣兼任／留任   |
| 内閣府副大臣   | 武藤容治     | 衆議院／自由民主党（麻生派） | 経済産業副大臣兼任         |
| 内閣府副大臣   | 秋元司       | 衆議院／自由民主党（二階派） | 復興、国土交通副大臣兼任   |
| 内閣府副大臣   | 伊藤忠彦     | 衆議院／自由民主党（二階派） | 環境副大臣兼任／留任       |
| 内閣府副大臣   | 山本朋広     | 衆議院／自由民主党（二階派） | 防衛副大臣兼任             |
| 総務副大臣     | 奥野信亮     | 衆議院／自由民主党（細田派） |                            |
| 総務副大臣     | 坂井学       | 衆議院／自由民主党（無派閥） | 内閣府副大臣兼任           |
| 法務副大臣     | 葉梨康弘     | 衆議院／自由民主党（岸田派） | 内閣府副大臣兼任           |
| 外務副大臣     | 中根一幸     | 衆議院／自由民主党（細田派） |                            |
| 外務副大臣     | 佐藤正久     | 参議院／自由民主党（額賀派） |                            |
| 財務副大臣     | 上野賢一郎   | 衆議院／自由民主党（石原派） |                            |
| 財務副大臣     | 木原稔       | 衆議院／自由民主党（額賀派） | 留任                       |
| 文部科学副大臣 | 丹羽秀樹     | 衆議院／自由民主党（麻生派） |                            |
| 文部科学副大臣 | 水落敏栄     | 参議院／自由民主党（岸田派） | 内閣府副大臣兼任／留任     |
| 厚生労働副大臣 | 高木美智代   | 衆議院／公明党               |                            |
| 厚生労働副大臣 | 牧原秀樹     | 衆議院／自由民主党（谷垣G）  |                            |
| 農林水産副大臣 | 礒崎陽輔     | 参議院／自由民主党（細田派） | 留任                       |
| 農林水産副大臣 | 谷合正明     | 参議院／公明党               |                            |
| 経済産業副大臣 | 西銘恒三郎   | 衆議院／自由民主党（額賀派） |                            |
| 経済産業副大臣 | 武藤容治     | 衆議院／自由民主党（麻生派） | 内閣府副大臣兼任           |
| 国土交通副大臣 | 牧野京夫     | 参議院／自由民主党（額賀派） |                            |
| 国土交通副大臣 | 秋元司       | 衆議院／自由民主党（二階派） | 復興、内閣府副大臣兼任     |
| 環境副大臣     | 渡嘉敷奈緒美 | 衆議院／自由民主党（額賀派） |                            |
| 環境副大臣     | 伊藤忠彦     | 衆議院／自由民主党（二階派） | 内閣府副大臣兼任／留任     |
| 防衛副大臣     | 山本朋広     | 衆議院／自由民主党（二階派） | 内閣府副大臣兼任           |

### 大臣政務官
2017年（平成29年）8月7日任命。
| 職名               | 氏名       | 出身等                       | 備考                           |
| ------------------ | ---------- | ---------------------------- | ------------------------------ |
| 復興大臣政務官     | 長坂康正   | 衆議院／自由民主党（麻生派） | 内閣府大臣政務官兼任／留任     |
| 復興大臣政務官     | 新妻秀規   | 参議院／公明党               | 内閣府、文部科学大臣政務官兼任 |
| 復興大臣政務官     | 平木大作   | 参議院／公明党               | 内閣府、経済産業大臣政務官兼任 |
| 内閣府大臣政務官   | 村井英樹   | 衆議院／自由民主党（岸田派） |                                |
| 内閣府大臣政務官   | 山下雄平   | 参議院／自由民主党（額賀派） |                                |
| 内閣府大臣政務官   | 長坂康正   | 衆議院／自由民主党（麻生派） | 復興大臣政務官兼任／留任       |
| 内閣府大臣政務官   | 小林史明   | 衆議院／自由民主党（岸田派） | 総務大臣政務官兼任             |
| 内閣府大臣政務官   | 山下貴司   | 衆議院／自由民主党（石破派） | 法務大臣政務官兼任             |
| 内閣府大臣政務官   | 新妻秀規   | 参議院／公明党               | 復興、文部科学大臣政務官兼任   |
| 内閣府大臣政務官   | 平木大作   | 参議院／公明党               | 復興、経済産業大臣政務官兼任   |
| 内閣府大臣政務官   | 簗和生     | 衆議院／自由民主党（細田派） | 国土交通大臣政務官兼任         |
| 内閣府大臣政務官   | 武部新     | 衆議院／自由民主党（二階派） | 環境大臣政務官兼任             |
| 内閣府大臣政務官   | 福田達夫   | 衆議院／自由民主党（細田派） | 防衛大臣政務官兼任             |
| 総務大臣政務官     | 小倉將信   | 衆議院／自由民主党（二階派） |                                |
| 総務大臣政務官     | 山田修路   | 参議院／自由民主党（細田派） |                                |
| 総務大臣政務官     | 小林史明   | 衆議院／自由民主党（岸田派） | 内閣府大臣政務官兼任           |
| 法務大臣政務官     | 山下貴司   | 衆議院／自由民主党（石破派） | 内閣府政務官兼任               |
| 外務大臣政務官     | 岡本三成   | 衆議院／公明党               |                                |
| 外務大臣政務官     | 堀井学     | 衆議院／自由民主党（細田派） |                                |
| 外務大臣政務官     | 堀井巌     | 参議院／自由民主党（細田派） |                                |
| 財務大臣政務官     | 今枝宗一郎 | 衆議院／自由民主党（麻生派） |                                |
| 財務大臣政務官     | 長峯誠     | 参議院／自由民主党（細田派） |                                |
| 文部科学大臣政務官 | 宮川典子   | 衆議院／自由民主党（麻生派） |                                |
| 文部科学大臣政務官 | 新妻秀規   | 参議院／公明党               | 復興、内閣府大臣政務官兼任     |
| 厚生労働大臣政務官 | 田畑裕明   | 衆議院／自由民主党（細田派） |                                |
| 厚生労働大臣政務官 | 大沼瑞穂   | 参議院／自由民主党（岸田派） |                                |
| 農林水産大臣政務官 | 野中厚     | 衆議院／自由民主党（額賀派） |                                |
| 農林水産大臣政務官 | 上月良祐   | 参議院／自由民主党（無派閥） |                                |
| 経済産業大臣政務官 | 大串正樹   | 衆議院／自由民主党（谷垣G）  | 留任                           |
| 経済産業大臣政務官 | 平木大作   | 参議院／公明党               | 復興、内閣府大臣政務官兼任     |
| 国土交通大臣政務官 | 秋本真利   | 衆議院／自由民主党（谷垣G）  |                                |
| 国土交通大臣政務官 | 高橋克法   | 参議院／自由民主党（麻生派） |                                |
| 国土交通大臣政務官 | 簗和生     | 衆議院／自由民主党（細田派） | 内閣府大臣政務官兼任           |
| 環境大臣政務官     | 笹川博義   | 衆議院／自由民主党（額賀派） |                                |
| 環境大臣政務官     | 武部新     | 衆議院／自由民主党（二階派） | 内閣府大臣政務官兼任           |
| 防衛大臣政務官     | 大野敬太郎 | 衆議院／自由民主党（無派閥） |                                |
| 防衛大臣政務官     | 福田達夫   | 衆議院／自由民主党（細田派） | 内閣府大臣政務官兼任           |

### 内閣総理大臣補佐官
| 職名 | 氏名       | 出身等                       | 備考             |
| --- | ---------- | ---------------------------- | ---------------- |
| 内閣総理大臣補佐官 （国家安全保障に関する重要政策担当）                                                                              | 薗浦健太郎 | 衆議院／自由民主党（麻生派） |                  |
| 内閣総理大臣補佐官 （ふるさとづくりの推進及び農林水産物の輸出振興担当）                                                              | 宮腰光寛   | 衆議院／自由民主党（岸田派） |                  |
| 内閣総理大臣補佐官 （教育再生、少子化、その他国政の重要課題担当）                                                                    | 衛藤晟一   | 参議院／自由民主党（二階派） | 留任             |
| 内閣総理大臣補佐官 （国土強靭化及び復興等の社会資本整備、地方創生、 健康・医療に関する成長戦略並びに科学技術イノベーション政策担当） | 和泉洋人   | 民間（国土交通省）           | 内閣広報官／留任 |
| 内閣総理大臣補佐官 （政策企画担当）                                                                                                  | 長谷川榮一 | 民間（経済産業省）           | 留任             |

## 勢力早見表
※ 内閣発足当初（前内閣の事務引継は除く）。
※ 内閣官房副長官（政務）は副大臣に含む。
※ 太字はいわゆる自民党五役。
※ 有隣会には他派閥との掛け持ちをしている議員が複数名所属。
| 名称   | 勢力 | 国務大臣 | 副大臣 | 政務官 | 補佐官 | その他 |
| ------ | ---- | -------- | ------ | ------ | ------ | --- |
| 細田派 | 96   | 4        | 8      | 7      | 0      | 参議院議長、総裁、参議院議員会長、幹事長代行、選挙対策委員長 国務大臣のべ6、副大臣・副長官のべ8、政務官のべ9 |
| 無派閥 | 75   | 4        | 1      | 2      | 0      | 国務大臣のべ8                                                                                                |
| 麻生派 | 60   | 3        | 3      | 4      | 1      | 衆議院議長、副総裁 国務大臣のべ4、副大臣・副長官のべ4、政務官のべ5                                           |
| 公明党 | 60   | 1        | 3      | 3      | 0      | 副大臣・副長官のべ7、政務官のべ7                                                                             |
| 額賀派 | 55   | 2        | 5      | 3      | 0      | 総務会長、参議院幹事長 国務大臣のべ3                                                                         |
| 岸田派 | 44   | 4        | 2      | 3      | 1      | 政務調査会長 国務大臣のべ8、副大臣・副長官のべ4、政務官のべ4                                                 |
| 二階派 | 43   | 1        | 3      | 2      | 1      | 幹事長 国務大臣のべ3、副大臣・副長官のべ7、政務官のべ3                                                       |
| 有隣会 | 26   | 0        | 1      | 2      | 0      | |
| 石破派 | 20   | 1        | 0      | 1      | 0      | 政務官のべ2                                                                                                  |
| 石原派 | 14   | 0        | 1      | 0      | 0      | 国会対策委員長                                                                                               |
| -      | 493  | 20       | 25     | 29     | 3      | 国務大臣のべ34、副大臣・副長官のべ35、政務官のべ37                                                           |

## 内閣の動き

### 発足時
安倍晋三は官邸で記者会見を行い、加計学園問題や南スーダンでの平和維持活動の日報隠蔽問題により「国民から大きな不信を招く結果」となったことを詫びた上で、政策課題に結果を出して、信頼回復を目指すと表明した。また、経済最優先の方針を強調し、自身が掲げた、憲法を改正して2020年の施行を目指すという目標について、「スケジュールありきではない」と述べた。この内閣については、「結果重視、仕事第一、実力本位の布陣を整えられた」とし、「結果本位の仕事人内閣」と述べる。

### 内政

#### アベノミクス景気
2017年4-6月のGDPが発表され、年率換算で4.0パーセントの高成長となった。内閣府発表の消費総合指数が4-6月で0.9の改善をみせているように内需の回復が寄与した。正社員の求人倍率が2004年の調査開始来初の1倍超えとなっており、こういった雇用情勢も内需に反映されているとみられている。プラス成長は11年ぶりの6期連続となり、失業率は構造失業率といわれてきた3%台半ばを大きく下回る2.8％となっている。

### 外交

#### 東京五輪の買収疑惑
2017年9月13日、ブラジル司法当局が、フランス当局の捜査に基づいて、2016年リオデジャネイロオリンピックと2020年東京オリンピックの開催地決定の投票に際して「票を買い、IOCで特定の影響力を持つラミン・ディアクを支持する」という意図での買収があったとの文書をまとめたとガーディアンが報じた。元電通の高橋治之がディアクと近い関係にあったため、疑惑が指摘されていた。